# Виконт де Бас
Виконт де Бесалу или виконт де Бас — испанский дворянский титул, существовавший в Каталонии в составе графства Бесалу с конца X века.
Первоначально виконтство охватывало долину реки Флувия и земли в районе Ла-Гарроча.

## Список виконтов де Бас

### Виконты де Бесалу
- Бернат I, около 986 года
- Уге
- Удалард I
- Пере
- Удалард II
- Пере I, 1123—1127

### Виконты де Бас
- 1133—1127: Пере I де Бас (?—1127), сын Удаларда II, виконта де Бесалу.
- 1127—1142: Беатрис де Милани (?—1142), дочь Удаларда I, виконта де Бесалу, и Эрмесенды, сеньоры де Беуда и Монтагю.

### Дом Сервера
- 1127—1130: Понс I Хью де Сервера (?—1130), супруг Беатрис де Милани, сын Хью Далмау де Серверы (? — 1095)
- 1130—1137: Перо II де Сервера (?—1137), сын предыдущего
- 1137—1155: Понс II де Сервера (?—1155), младший брат предыдущего
- 1155—1185: Уго I де Сервера (?—1185), сын предыдущего
- Понс III де Сервера (?—1195), младший брат предыдущего, регент в 1155—1195 годах
- 1185—1211: Уго I де Сервера, сын Уго де Баса (?—1185)
  - Пере III де Сервера, сын Понса III, регент в 1195—1198 годах
- 1211—1241: Пере IV (?—1241), сын Уго I
  - Элдиарда де Тарроха, регент в 1198—1231 годах
  - Симон де Палау, регент в 1231—1241 годах, сын Элдиарды де Таррохи и Рамона де Палау

### Дом Палау
- 1241—1247: Симон де Палау (Симон I де Бас)
- 1247—1280: Сибилла де Палау, дочь предыдущего и жена графа Гуго V Ампурьяса
- 1262—1277: Уго V д’Ампурьяс (Уго IV де Бас)
- 1280—1285: в состав королевства Арагон

### Дом Ампурьяс
- 1285—1291: Понс V д’Ампурьяс (Понсе IV де Бас), старший сын графа Гуго V Ампурьяса и Сибиллы де Палау
- 1291—1300 Уго д’Ампурьяс (?—1309), старший сын предыдущего

В 1300—1315 годах виконтство было конфисковано арагонской короной.
- 1315—1322: Понс VI д’Ампурьяс (Понсе V де Бас), второй сын Понсе V д’Ампурьяса
- 1322—1331: Рамон д’Ампурьяс, второй сын Гуго V Ампурьяса и Сибиллы де Палау
- 1331—1335: Уго д’Ампурьяс (?—1335), третий сын Гуго V Ампурьяса и Сибиллы де Палау

В 1335 году виконтство на короткий срок было конфисковано арагонской короной.

### Дом Кабрера
- 1335—1354: Бернат II де Кабрера (1298—1364), сын Берната I де Кабреры
- 1354—1368: Бернат III де Кабрера (?—1368), второй сын предыдущего

В 1368—1381 годах виконтство Бас входило в состав Королевства Арагон
- 1381—1423: Бернат IV де Кабрера (1352—1423), сын предыдущего и Маргариты де Фуа.
- 1423—1466: Бернат V де Кабрера (?—1466), также 12-й виконт де Кабрера, сын предыдущего
- 1466—1474: Хуан I де Кабрера (1405—1474), 13-й виконт де Кабрера, старший сын предыдущего
- 1474—1477: Хуан де Кабрера (?—1477), 14-й виконт де Кабрера, старший сын предыдущего
- 1477—1526: Анна де Кабрера (1459—1526), 15-я виконтесса де Кабрера, сестра предыдущего
- 1526—1565: Анна де Кабрера и Монкада (1510—1565), дочь Хуана де Кабреры (1450—1520), внебрачного сына Хуана I де Кабреры

### Дом Энрикес
- 1565—1572: Луис Энрикес де Кабрера, 3-й герцог де Медина-де-Риосеко (ок. 1530—1596), сын Луиса Энрикес и Хирона, 2-го герцога де Медина-де-Риосеко (ок. 1500—1572), и Анны де Кабреры и Монкады, 16-й виконтессы де Кабрера (ок. 1508—1565)

### Дом Монкада
- 1572—1594: Франсиско де Монкада и Кардона, 2-й граф и 1-й маркиз де Айтона (1532—1594), сын Хуана де Монкады и Тольсы, 1-го графа де Айтона (?—1560), и Анны де Кардоны
- 1594—1626: Гастон де Монкада и Гралья, 2-й маркиз де Айтона (1554—1626), старший сын предыдущего и Лукреции Гралья, сеньоры де Субират и де Эспонелья (?—1599)
- 1626—1635: Франсиско де Монкада и Монкада, 3-й маркиз де Айтона (1586—1635), старший сын предыдущего и Каталины де монкада, сеньоры де Вильямарчанте и де Кальоса д’эн Саррия (?—1617)
- 1635—1670: Гильен Рамон де Монкада и Кастро, 4-й маркиз де Айтона	(1619—1670), старший сын предыдущего и Маргариты де Кастро и Алагон, сеньоры де Альфахарин (?—1626)
- 1670—1674: Мигель Франсиско де Монкада и Сильва, 5-й маркиз де Айтона	(1652—1674), старший сын предыдущего и Анны де Сильвы Португаль и Корелья (?—1680)
- 1674—1727: Гильен Рамон де Монкада и Портокарреро, 6-й маркиз де Айтона (1671—1727), старший сын предыдущего и Луизы Фелисианы Портокарреро, 10-й графини де Медельин (ок. 1640—1705)
- 1727—1756: Мария Тереза де Монкада и Бенавидес, 7-я маркиза де Айтона (1707—1756), дочь предыдущего и Анны Марии дель Милагро де Бенавидес и Арагон (1672—1720)

### Дом Фернандес де Кордова
- 1756—1789: Педро де Алькантара Фернандес де Кордова и Монкада, 12-й герцог де Мединасели (1730—1789), единственный сын Марии Терезы де Монкады и Бенавидес, 7-й маркизы де Айтона (1707—1756), и Луиса Антонио Фернандесе де Кордовы и Спинолы, 11-го герцога де Мединасели (1704—1768)
- 1789—1806: Луис Мария Фернандес де Кордова и Гонзага, 13-й герцог де Мединасели (1749—1806), старший сын предыдущего и Марии Франсиски Хавьера Гонзага и Караччиоло (1731—1757)
- 1806—1840: Луис Хоакин Фернандес де Кордова и Бенавидес, 14-й герцог де Мединасели (1780—1840), старший сын предыдущего и Хоакины Марии де Бенавидес и Пачеко, 3-й герцогини де Сантистебан-дель-Пуэрто (1746—1805)
- 1840—1873: Луис Томас Фернандес де Кордова и Понсе де Леон, 15-й герцог де Мединасели	(1813—1873), старший сын предыдущего и Марии де ла Консепсьон Понсе де Леон и Карвахаль (1783—1856)
- 1873—1879: Луис Мария Фернандес де Кордова и Перес де Баррадас, 16-й герцог де Мединасели (1851—1879), старший сын предыдущего и Анхелы Аполонии Перес де Баррадас и Бернуй, 1-й герцогини де Дения и Тарфиа (1827—1903)
- 1879—1956: Луис Хесус Фернандес де Кордова и Салаберт, 17-й герцог де Мединасели (1880—1956), единственный сын предыдущего от второго брака с Касильдой Ремигией де Салаберт и Артеага, 9-й маркизой де ла Торресилья (1858—1936)
- 1956—2013: Виктория Евгения Фернандес де Кордова и Фернандес де Энестроса, 18-я герцогиня де Мединасели (1917—2013), старшая дочь предыдущего от первого брака Анной Марией Фернандес де Энестроса и Гайосо де лос Кобос (1879—1938).
- 2018—н.в.: Виктория Елизавета де Гогенлоэ-Лангенбург и Шмидт-Полекс, 20-я герцогиня де Мединасели (род. 1997), единственная дочь принца Марко Гогенлоэ-Лангенбурга, 19-го герцога де Мединасели (1962—2016), и Сандры Шмидт-Полекс (род. 1968), внучка принца Макса фон Гогенлоэ-Лангенбурга (1931—1994), и Анны Луизы де Медина и Фернандес де Кордовы, 13-й маркизы де Наваэрмоса и 9-й графини де Офалия (1940—2012), единственной дочери Виктории Евгении Фернандес де Кордовы, 18-й герцогини де Мединасели (1917—2013).